# Бересский, Олег Иванович
Олег Иванович Бересский (укр. Олег Іванович Береський; род. 6 января 1969, Самбор, Львовская область) — советский и украинский футболист, вратарь.

## Биография
Воспитанник львовской школы-интерната спортивного профиля, первые тренеры — Ю. Загородний и В. Данилюк. Участник мемориала Гранаткина 1986 года в составе юношеской сборной СССР. На взрослом уровне начал выступать в 1986 году в команде КФК «Спартак» (Самбор), в том же сезоне включен в заявку клуба первой лиги СССР «СКА-Карпаты» (Львов). Дебютировал в львовской команде 31 октября 1987 года в матче против «Торпедо» Кутаиси (3:1). В 1987 году сыграл только два матча, на следующий год стал выходить на поле чаще, а в 1989 году был основным вратарём команды. Всего за три сезона сыграл 50 матчей в первой лиге и две игры в Кубке СССР. В 1990 году вместе с частью игроков из расформированных «СКА-Карпат» перешёл в команду второй лиги «Галичина» (Дрогобыч), затем играл во второй низшей лиге за «Карпаты» (Каменка-Бугская).
После распада СССР недолго играл в низших лигах Польши, а затем на родине за любительский клуб «Днестр» (Самбор). Весной 1993 года присоединился к клубу первой лиги Украины «Кристалл» (Чортков), а затем два с половиной года выступал за «Галичину».
В 1996 году перешёл в клуб первой лиги России «Луч» (Владивосток), где провёл два сезона, сыграв 60 матчей. После вылета «Луча» во вторую лигу по итогам сезона 1997 года вернулся на родину.
В начале 1998 года подписал контракт с клубом высшей лиги Украины «Карпаты» (Львов), однако не стал игроком основного состава. В 1998 году выступал только за резервную команду клуба. 28 апреля 1999 года дебютировал за «Карпаты» в полуфинальном матче Кубка Украины против донецкого «Шахтёра» (1:0), заменив на 42-й минуте Богдана Стронцицкого. 2 мая 1999 года сыграл единственный матч за «Карпаты» в высшей лиге, против «Ворсклы» (2:1). В финальном матче Кубка Украины 1998/99, проигранном киевскому «Динамо», остался запасным. В конце сезона провёл один матч в первой лиге за «Львов».
Летом 1999 года перешёл в «Металлург» (Запорожье), за сезон сыграл 21 матч в высшей лиге.
С 2000 года жил в США, где выступал за любительский клуб «Юкрейниан Лайонс» (Чикаго). После завершения карьеры остался в Америке, живёт в пригороде Чикаго. Работал в строительной сфере, затем — водителем грузовика.

## Достижения
- Финалист Кубка Украины: 1998/99